# West Mersea
West Mersea este un oraș situat pe insula Mersea, făcând parte din comitatul Essex, regiunea East, Anglia. Orașul se află în districtul Colchester.